# Josep Ferrer i Vidal
Josep Ferrer i Vidal   (Vilanova i la Geltrú, 31 de juliol de 1817 - Gràcia, 9 d'octubre de 1893) fou un empresari, economista i polític català.

## Biografia
Els seus estudis bàsics els va cursar a Vilanova compatibilitzant-los amb la feina a l'obrador de boter dels seus pares, dedicat al comerç de vins i aiguardents. Amb quinze anys va a estudiar a Barcelona on aprengué idiomes i química a més d'obtenir el títol de mestre en un ofici. Entre 1834 i 1840, va contribuir a la defensa de la seva localitat, formant part del batalló de la Milícia Nacional d'aquella població, en la qual va arribar a capità de granaders i posteriorment a segon comandant.
Amb divuit anys, volia marxar a Bordeus per a seguir amb la seva formació, però va ser reclamat per l'industrial tèxtil Sebastià Gumà i Soler per a fer de director de la fàbrica que la societat Roquer, Gumà i Cia havia creat a Vilanova, coneguda popularment com la «fàbrica de la Rambla». Va viatjar per Anglaterra i França, d'on importà innovacions tecnològiques. Va posar-se al front de la fàbrica l'any 1839 i el 1844 la companyia canvià la seva denominació per la de Josep Ferrer i Cia. Sota la seva direcció es va crear la filial Ferrer, Cantí i Cia, dedicada al blanqueig a Sant Martí de Provençals.
Aquell mateix any es va casar amb Concepció Soler i Serra, filla de l'indià Pau Soler Roig, qui s'incorporaria a la societat tèxtil dirigida per Josep Ferrer, qui ja comptava amb el 25% de les accions. El matrimoni tingué 7 fills: Josepa Lluïsa, monja del monestir de Pedralbes; Josep Antoni, ennoblit el 1921, es casà amb una Güell; Joan es casà amb una Goytisolo; Lluís, que estigué vinculat als cercles regionalistes, i participà en la creació de la fàbrica de ciments Asland i de la Caixa de Pensions per a la Vellesa i d'Estalvis, es va casar amb Edith de Llauradó Pla-Carreras, Ravé i Bergnes de Las Casas, d'il·lustre i aristocràtica família vinculada amb la Universitat de Barcelona; Carme, que es casà amb Josep Maria de Pallejà, marquès de Monsolís; Concepció, que es casà amb Ignasi Girona i Vilanova, nebot del banquer Manuel Girona; i un primogènit mort durant l'epidèmia de còlera del 1854.
El 1849, amb l'ajuda del seu sogre, va tirar endavant l'anomenada Fàbrica de Mar, José Ferrer y Cia, en el seu moment un dels establiments industrials més ben equipats de Catalunya (la primera en nombre de fusos i la cinquena pel nombre d'operaris i per la força motriu del vapor) i una de les empreses tèxtils que van configurar el paisatge industrial de la Vilanova de mitjan segle xix. Un teixit industrial que es creava amb bona mesura amb capital procedent del comerç i amb inversors i protagonistes que tenien vincles amb el món colonial antillà. Amb el seu matrimoni s'estrenyien els vincles indians, ara afermats amb el casament amb Conxita Soler, nascuda a Amèrica i de família d'indians, i consolidava sens dubte la seva posició econòmica i social. Per l'activitat política de Josep Ferrer Vidal, a partir de 1857, la família passà a viure a Barcelona, on Conxita Soler era propietària de diversos solars i immobles, com un solar al passeig de Gràcia, 27; dues cases, també al passeig de Gràcia i una altra al carrer Sant Gregori de Vilanova; dues cases més a Vilanova, una peça de vinya i una heretat a Sant Miquel d'Olèrdola, i quatre cases al carrer de Soler de Vilanova (procedents de l'herència del pare).
El 1883 va prendre possessió de la torre del Veguer a Sant Pere de Ribes, un mas fortificat originari del segle xiv, convertit en el monestir de Sant Jeroni de Montolivet en el segle xv i on Ferrer Vidal va fer obres configurant-hi l'aspecte actual, amb una sèrie de reformes d'aire neoclàssic com la construcció d'una torre quadrada amb merlets i matacans, una capella neogòtica i un petit teatre.
Va ser vicepresident de la Caixa d'Estalvis de Barcelona, president de la Societat de Crèdit Mercantil i de l'asseguradora La Previsión, president honorari del Foment del Treball Nacional, conseller del Banc Hispano Colonial, de la Compañía General de Tabacos de Filipinas i dels Ferrocarrils del Nord d'Espanya, senador i diputat de les Corts espanyoles en diverses legislatures, cavaller de la Gran Creu d'Isabel la Catòlica, comendador de la Reial orde de Carles III, oficial de Legió d'Honor.

## Polític

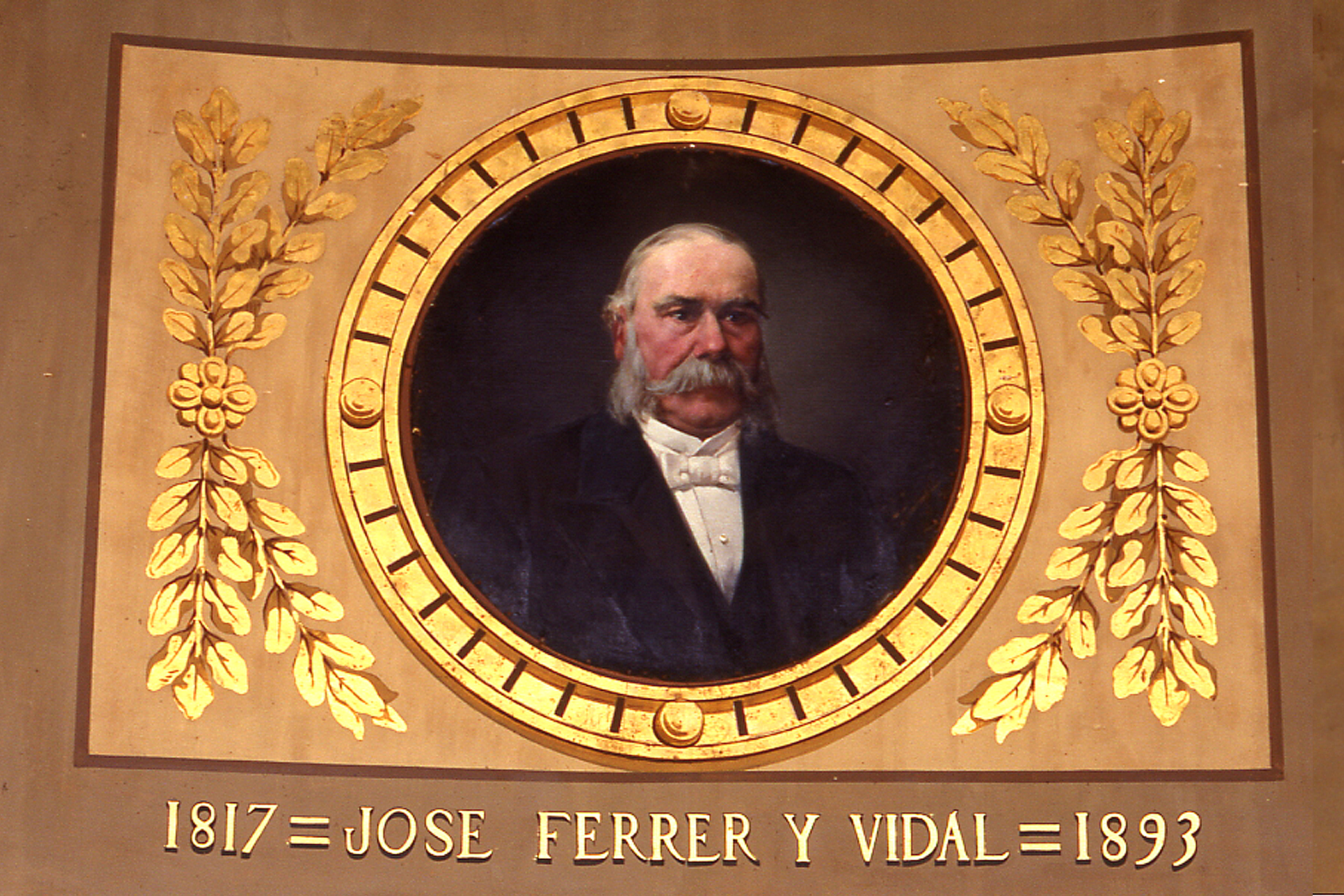
Retrat de Josep Ferrer i Vidal a la Biblioteca Museu Víctor Balaguer.

Josep Ferrer era contrari al pensament liberal de l'Escola de Manchester inspirada en el liberalisme d'Adam Smith. Durant els seus viatges havia observat el canvi que s'estava desenvolupant a l'economia anglesa i pensava que es tractava d'una "disfressa per a implantar l'egoisme dels pobles poderosos". Però alhora era conscient de la necessitat de reduir l'antagonisme entre capital i treball.
L'any 1855 va formar part de la comissió catalana que va anar a Madrid per impugnar el projecte de llei aranzelària que impulsava el ministre d'hisenda progressista Juan Bruil. També va pronunciar un discurs per defensar a la capital d'Espanya les seves teories proteccionistes enfront dels moviments lliurecanvistes inspirats en les idees de Richard Cobden.
Estava afiliat al Partit Conservador i fou diputat per Vilafranca els anys 1865, 1865, 1867 i 1871, i senador els anys 1876 i entre 1881 i 1890.
Va ser membre de les principals institucions culturals i econòmiques barcelonines i un prohom de la burgesia catalana de l'època, a més de ser president de l'Ateneu Català el 1865 i de l'Ateneu Barcelonès el 1874. En el seu discurs inaugural exposa com la situació que viu el país és el resultat dels continuats enfrontaments entre borbons i àustries des del segle xvi, una tendència que es reflectia en el segle xix amb una Espanya decadent i arruïnada per la guerra de la Independència.
Va formar part del Comitè dels Vuit, organitzador de l'Exposició Universal de Barcelona del 1888. Va ser fundador de l'Institut de Foment del Treball Nacional, entitat renovada del «Foment de la Producció Nacional» i precursora de l'actual «Foment del Treball Nacional» que va seria presidit pel seu fill Lluís Ferrer-Vidal i Soler (1901-1905) i el seu rebesnet Joaquim Gay de Montellà i Ferrer-Vidal.
Des del senat fou defensor de polítiques proteccionistes per a les empreses. Es preocupà també per millorar l'eficàcia dels sistemes de treball i exposà una doctrina per contrarestar les crisis econòmiques, basada en la noció d'equilibri. Al seu estudi Consideraciones sobre la crisis económica europea, defensava l'equilibri entre la indústria i els productes agrícoles, en cercar també equilibri entre la producció intel·lectual i la material, i entre el preu dels productes de primera necessitat i els jornals dels obrers. Igualment, presagiava que sense proteccionisme, els estats europeus Anglaterra inclosa, estarien afectats per la invasió de productes dels Estats Units d'Amèrica.
El 1881 va tenir una posició d'enfrontament amb el govern lliberal que tractava d'anul·lar la suspensió de la base quinta aranzelària decretada pel seu antecessor. Va ser sens dubte el personatge més influent dins els grups de pressió dels catalans i va aconseguir el suport de Víctor Balaguer a favor de la causa proteccionista, a qui va afavorir sempre en la seva carrera política i la seva fixació a Vilanova i la Geltrú.

## Obres
De la seva obra econòmica destaquen:
- Conferencias sobre el arte de hilar y tejer en general y especialmente sobre el hilar y tejer el algodón... (1875)
- Consideraciones sobre la crisis económica europea (1879)

Va publicar una sèrie d'escrits per resseguir la història aranzelària.

Un retrat seu forma part de la Galeria de Catalans Il·lustres de l'Ajuntament de Barcelona.